# Marc Edwards
Pour les articles homonymes, voir Edwards.
Marc Edwards (né le 11 novembre 1980) est un présentateur de télévision gallois-chinois, qui a travaillé pour China Central Television, France 24, London Live et Eurosport, et maintenant pour BBC News et BBC World News. Il présente actuellement Sport Today. Il a été l'annonceur masculin du stade en français et en anglais pour les cérémonies d'ouverture et de clôture des Jeux olympiques d'été de 2012.

## Jeunesse
Né à Paris d'un père gallois et d'une mère chinoise malaisienne, Edwards parle couramment le français, le mandarin et l'anglais. Il a vécu les sept premières années de sa vie à Paris. Il a un frère, Gareth, qui a lui aussi brièvement présenté Travelogue.

## Éducation
Edwards a fait ses études dans deux écoles indépendantes : la Prestfelde School à Shrewsbury, puis le Radley College, un internat pour garçons, de 1993 à 1999, près du village de Radley dans l'Oxfordshire, en Angleterre. Il a étudié les langues modernes et le commerce à l'université de Durham. Tout en préparant un diplôme en commerce, italien et français, il a animé sa propre émission sur la station de radio de l'université, Purple FM.

## Vie et carrière
Edwards a travaillé à Londres et à Paris avant de s'installer en Chine. Il a été engagé en 2007 par la chaîne internationale de la télévision centrale chinoise, CCTV News, où il a présenté l'émission phare sur les voyages, Travelogue.
Le premier reportage d'Edwards a été une série en trois parties réalisée en collaboration avec le magazine Trends Traveler de National Geographic. Il y a parcouru en voiture la légendaire piste du thé et des chevaux, de Lijiang dans le Yunnan à Lhassa au Tibet. L'épisode 2 de la série a remporté le prix du meilleur documentaire aux CCTV awards 2008.
Edwards a animé la série et les mini-séries Being Beijing de Travelogue qui ont été diffusées pendant les Jeux olympiques de Pékin en 2008, mettant en lumière les meilleures choses à faire, à voir et à manger dans la ville pour ceux qui assistaient à l'événement. En 2009, Edwards a présenté la toute première émission de voyage de CCTV International à Taïwan, parcourant l'île pendant trois semaines. Cette série en cinq parties était le premier grand programme de voyage filmé entre le continent et Taïwan.
En 2010, Edwards a été choisi pour animer la série Shanghai Shanghai de Travelogue, qui met en lumière tout ce qu'il y a à faire dans la ville pour aider les personnes qui participent à l'Exposition universelle de Shanghai. Dans cette série, il a également présenté un guide complet en deux parties sur tous les divertissements de l'événement. La série a été diffusée pendant toute la durée de l'Expo 2010. En 2010, Edwards a également présenté la finale de Miss World Bikini pour CCTV News. La compétition qui se tient chaque année à Beihai faisait partie du guide de Travelogue sur la station balnéaire.
Edwards a présenté le Salon de la technologie, Tech 24, sur la chaîne d'information internationale France 24.
Edwards a été l'annonceur masculin en anglais et en français de la cérémonie d'ouverture des Jeux olympiques de Londres 2012 réalisée par Danny Boyle (avec Layla Anna-Lee, la voix féminine). Il a également été l'annonceur masculin de la cérémonie de clôture des Jeux olympiques de 2012 à Londres (avec Trish Bertram, la voix féminine).
En 2013, après avoir travaillé pour la chaîne satellite française France 24 et Eurosport, Edwards a rejoint la nouvelle chaîne locale de Freeview, London Live. En 2014, il rejoint BBC Sport en tant que présentateur sportif de Sport Today, sur la chaîne BBC World News.

## Séries
- Série 5 - Taïwan
- La piste du thé et des chevaux
- Annonceur dans les stades pour les cérémonies d'ouverture et de clôture - Jeux olympiques de Londres 2012
- Annonceur dans les stades pour les cérémonies d'ouverture et de clôture - Jeux paralympiques de Londres 2012
- Présentateur olympique pour l'escrime de Londres 2012